# Litiu

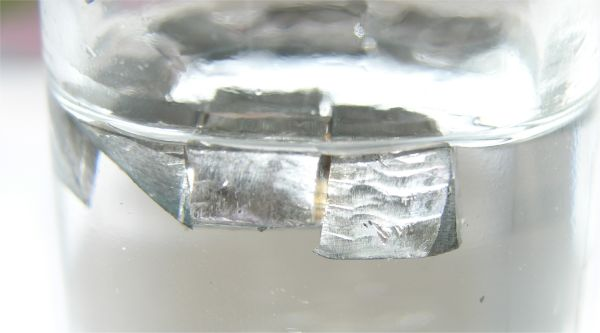
Litiu

Litiul (din greacă: λίθος lithos, "piatră") este un element chimic având simbolul chimic Li și numărul atomic 3. Este un metal alcalin de culoare alb-argintie, iar în condiții normale, este cel mai ușor metal și cel mai puțin dens solid. La fel ca toate metalele alcaline, litiul este foarte [[|reactivitate chimică|reactiv]], se oxidează rapid în aer umed pierzându-și luciul și înnegrindu-se, fiind din acest motiv păstrat sub un strat de ulei. 
Datorită reactivității sale înalte, litiul nu este niciodată întâlnit sub formă liberă în natură, fiind prezent sub formă de compuși ionici. Este constituent al unor minerale pegmatice și prezent totodată în apa oceanelor și obținut din saramuri și argile. Industrial litiul este produs electrolitic dintr-un amestec de clorură de litiu și clorură de potasiu. 
Literatura de specialitate menționează că litiul (mai ales 7Li) este unul dintre puținele elemente sintetizate în urma Big Bang-ului, deși cantitatea lui a scăzut semnificativ. Motivele dispariției și procesele prin care litiul este produs continuă să fie unul dintre studiile importante din astronomie. 
Nucleele de litiu sunt instabile, din moment ce 2 izotopi stabili de litiu întâlniți în natură au energiile de fuzionare cele mai joase per nucleon dintre toți nuclizii stabili. Datorită acesteia, litiul este elementul cel mai puțin întâlnit în Sistemul solar decât 25 din cele 32 de elemente chimice, cu toate că nucleii săi sunt foarte ușori ca masă atomică. Din motive asemănătoare, litiul este un material important în fizica nucleară, fiind elementul utilizat în transmutarea heliului în 1932, acțiune care a condus la prima reacție nucleară, iar deuterura de litiu-6 a fost utilizată ca și combustibil de fuziune în armele termonucleare. 
Litiul și compușii săi au câteva aplicații industriale, inclusiv fabricarea sticlei termorezistente și ceramicei, lubrifianților pe bază de litiu, aditivilor utilizați în producția de fier, oțel și aluminiu, bateriilor cu litiu și acumulatoarelor litiu-ion. Aceste întrebuințări consumă mai mult de 3/4 din producția de litiu. 
Cantități minuscule de litiu sunt conținute în toate organismele. Elementul nu îndeplinește vreo funcție biologică vitală, din moment ce animalele și plantele pot supraviețui fără acest metal totodată funcții non-vitale nefiind excluse. Ionul de litiu Li+ administrat ca și orice sare al acestui metal s-a dovedit a fi util ca și medicament de stabilizare al bolnavilor cu tulburare bipolară, datorită efectelor neurologice ale ionului asupra organismului uman.

## Istoric

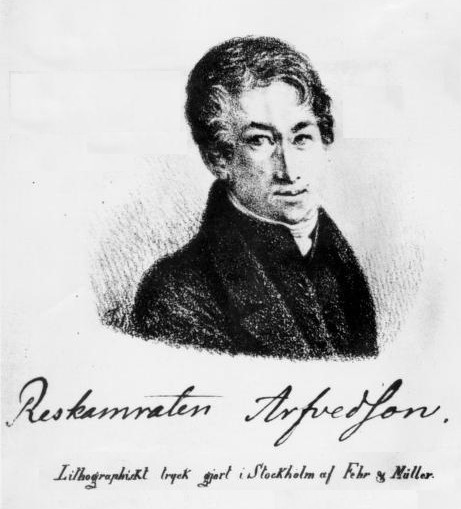
Johan August Arfwedson este creditat ca fiind descoperitorul litiului în 1817

Petalitul (LiAlSi4O10) a fost descoperit în anul 1800 de către chimistul brazilian José Bonifácio de Andrada e Silva într-o mină de pe insula Utö, Suedia. Cu toate acestea, abia in 1817 Johan August Arfwedson va descoperi prezența unui nou element în timp ce analiza minereul de petalit în laboratorul lui Jöns Jakob Berzelius. Acest element forma compuși asemănători celor ai sodiului și potasiului, deși carbonatul de litiu și hidroxidul de litiu erau mai puțin solubile în apă și mult mai alcaline. Berzelius numise materialul alcalin "lithion/lithina", din grecescul λιθoς (lithos, însemnând "piatră"), sugerând descoperirea sa într-un material solid, spre deosebire de potasiul descoperit în cenușa plantelor și sodiul care este foarte abundent în sângele animalelor. Ulterior va numi metalul din interiorul materialului solid "lithium"., iar Arfwedson va demonstra că spodumenul și lepidolitul de asemenea conțin litiu.
În 1818, Christian Gmelin era primul care observa că sărurile de litiu pot fi detectate dacă o flacără are culoarea roșie în contact cu acestea. Cu toate acestea, Arfwedson și Gmelin încercaseră (fără succes) să izoleze elementul pur din sărurile acestuia.
Elementul a fost izolat abia în 1821, când William Thomas Brande obținea litiul prin electroliza oxidului de litiu, proces care a fost utilizat în trecut de către Sir Humphry Davy să izoleze potasiul și sodiul. Brande a descris unele săruri pure ale litiului, precum clorura de litiu și, folosindu-se de estimarea conținutului de litiu din oxidul său (55% metal), a estimat masa atomică a metalului ca fiind în jurul valorii de 9.8 g/mol (valoarea modernă ~6.94 g/mol).
În 1855, litiul a fost produs în cantități mai mari prin electroliza clorurii de litiu, de către Robert Bunsen și Augustus Matthiessen. Descoperirea acestui procedeu a condus la producția litiului în scop comercial, începând cu anul 1923, de către compania germană Metallgesellschaft AG, care au realizat electroliza unui amestec lichid de clorură de litiu și clorură de potasiu.

## Structură atomică

Modelul planetar al atomului de litiu

Structura atomului de litiu este determinată de numărul nucleonilor din nucleul atomic, astfel că pentru izotopul său natural, 7Li, litiul are 3 protoni și 7 neutroni. Numărul neutronilor poate varia în funcție de izotop. Raza atomică medie este de 152 pm, raza ionică e de 76 pm, iar raza covalentă este de 134 pm.
Configurația electronică a atomului de litiu este [He]2s1

## Izotopi
Elementul prezintă 2 izotopi stabili: 6Li și 7Li; abundența lor este întâlnită în sursele naturale sub proporțiile de 7.59%, respectiv 92.41%. 
Abundența cosmică a izotopilor de litiu reflectă nucleosinteza primordială, indicându-se astfel importanța geochimică și cosmochimică. Datorită maselor diferite, izotopii de litiu sunt predispuși la separare în cadrul proceselor geologice. Diferența de masă este de aproximativ 16%, fiind cea mai înaltă valoare in cadrul elementelor ionizate termal. 
Determinarea izotopică a litiului se poate face în soluție apoasă prin spectroscopie de absorbție atomică (Atomic Absorbtion Spectroscopy) sau spectroscopie de emisie în flamă (Flame Emission Spectroscopy) utilizând linia spectrală de 670.8 nm sau, dacă este nevoie de mai multă acuratețe, spectroscopia electrotermală de absorbție atomică (E'lectroThermalAtomic Absorbtion Spectroscopy) poate fi folosită.

## Proprietăți

### Proprietăți fizice
Litiul pur este un metal foarte moale, care nu poate fi utilizat în industria uneltelor. Pentru a i se mari rezistența, alte metale sunt adăugate; când este în combinație cu magneziul, cele 2 metale formează un aliaj foarte ușor și puternic, comparativ cu fierul sau cuprul. Această duritate este măsurată în scala Mohs, iar litiul prezintă duritatea 0.6 în această scală.
Sub flacără, litiul luminează cu flacără albă și fără eliberare de scântei și zgomot. 
Densitatea litiului este de 0.534g/cm3.

### Proprietăți chimice
Litiul descompune apa; în aer se aprinde formând oxid de litiu și superoxid de litiu, Li2O. Încălzit în atmosferă de hidrogen formează hidrura de litiu, LiH, care este cea mai stabilă dintre hidrurile metalelor alcaline. Litiul este singurul metal alcalin care se combină direct cu azotul la rece, formând nitrura, Li3N; de asemenea, se combină direct la cald cu halogenii formând halogenuri, LiX, cu sulf, formând sulfura, Li2S, cu carbonul, formând carbura, Li2C2, cu siliciul, formând siliciura, Li6Si2, etc.

## Răspândire
Litiul este al 33-lea element ca abundență pe Pământ, dar datorită marii lui reactivități este găsit doar sub formă de compus. Litiul se găsește în zăcăminte pegmatitice, dar se poate obține de asemenea din apa de mare și argilă; la scară industrială, litiul este izolat electrolitic dintr-o mixtură de clorură de litiu și clorură de potasiu.
Litiul se găsește foarte puțin răspândit în natură. În cantități mici însoțește potasiul și sodiul în unele roci, cum sunt spodumenul, un silicat de litiu și aluminiu, LiAl[SiO3]2, lepidolitul, un fluoro- sau hidroxo-aluminosilicat de litiu, potasiu și aluminiu, Li3K2Al3[Al(Si3O10)2(OH, F)4], zinnwalditul, o varietate de lepidolit cu mult fier, etc. Cantități mici de compuși de litiu se găsesc în unele ape minerale, în diferite plante (ca de exemplu, tutun, sfeclă de zahăr, trestie de zahăr), etc.
Litiul se obține, de obicei, prin electroliza clorurii de litiu topite.
Este un metal moale; are cea mai mică densitate dintre metale.

## Producere

### Preparare în laborator
Prepararea litiului se face prin electroliza unui amestec de clorură de litiu și clorură de potasiu.
Celula metalică de litiu este construită dintr-un înveliș de oțel cu conținut scăzut de carbon, care funcționează drept catod și un container ce conține sare fuzionată și o tijă de grafit, care funcționează ca anod. Celula este încărcată inițial cu un amestec de clorură de litiu (55%) și clorură de potasiu (45%); amestecul electrolitic se topește la aproximativ 400C, care este considerat mai jos decât punctul de topire al clorurii de litiu (610C). Încălzitori auxiliari încep să topească electrolitul pentru a se începe conducția electrică, iar în momentul când aceasta este prezentă, căldura generată de rezistența internă a celulei este suficientă pentru a menține electrolitul topit. 
Litiul care este redus la nivelul catodului plutește la suprafața celulei, de unde este recoltat. Clorul produs la anod este captat și ventilat. Clorura de litiu este adăugată în celulă pentru a înlocui procentul care a fost utilizat în electroliză; în condiții normale, o asemenea celulă poate opera pentru câteva luni fără a fi oprită pentru întreținere.

### Producere la scară industrială
Producția și utilizarea litiului a suferit câteva schimbări drastice în decursul istoriei. Metalul a fost utilizat în compoziția vaselinei utilizate în motoarele avioanelor, precum și în aplicații similare în timpul Celui de-al Doilea Război Mondial. Acest uz a fost susținut de faptul că săpunurile pe bază de litiu au un punct de topire mai înalt decât alte săpunuri pe bază de alcaline și sunt mai puțin corozive decât săpunurile pe bază de calciu. Piata redusă a acestor săpunuri a fost susținută de câteva centre miniere mici, în marea parte a Statelor Unite. 
Cererea de litiu a crescut dramatic în timpul Războiului Rece prin producția armelor de fuziune nucleară. Izotopii litiului (litiu-6 și litiu-7) produc tritiu în momentul iradierii cu neutroni, fiind foarte utili pentru producția tritiului și totodată a unei forme de combustibil de fuziune utilizat în interiorul bombelor cu hidrogen, sub forma deuteridului de litiu. SUA devenise primul producător de litiu în perioada sfârșitului anilor '50 și mijlocul anilor '80. La finalul acestei perioade, depozitele de litiu erau estimate a fi de 42.000 tone de hidroxid de litiu; depozitul pierduse 75% din conținutul de litiu-6, fiind destul încât să afecteze masa atomică măsurată al litiului în multe chimicale standardizate, precum și cea a surselor naturale de litiu, care au fost contaminate de către sărurile de litiu descărcate din cadrul facilităților de separate izotopică în cadrul pânzei freatice.
Litiul a fost utilizat în scăderea punctului de topire al sticlei și îmbunătățirea comportamentului oxidului de aluminiu prin procesul Hall-Héroult. Aceste 2 întrebuințări dominaseră piața până spre mijlocul anilor '90. Cererea de litiu pentru armele nucleare a scăzut și vânzările depozitelor pentru Departamentul de Energie au condus la reducerea prețului acestui metal. Cu toate acestea, în aceeași perioadă a anilor 90', câteva companii au început extragerea litiului din saramuri, care s-au dovedit a fi surse mai puțin costisitoare decât mineritul subteran sau de suprafață. Cele mai multe mine s-au închis sau și-au concentrat activitatea spre alte materiale, deoarece doar pegmatitele puteau fi prelucrate pentru un preț competitiv. De exemplu, minele de lângă Kings Mountain, Carolina de Nord s-au închis înainte de începerea secolului 21. 
Dezvoltarea bateriilor pe bază de ioni de litiu a crescut cererea pentru acest metal și devenise întrebuințarea dominantă în 2007. În urma valului de cereri de litiu în baterii în anii 2000, noi companii și-au dezvoltat tehnicile de extragere a metalului din saramuri, pentru a onora nivelul cererii.
| Țara                       | 1991 | 1992  | 1993  | 1994  | 1995  | 1996  | 1997  | 1998  | 1999  | 2000  | 2001  | 2002  |
| -------------------------- | ---- | ----- | ----- | ----- | ----- | ----- | ----- | ----- | ----- | ----- | ----- | ----- |
| Argentina                  | 6    | 12    | 6     | 8     | 8     | 8     | 8     | 1130  | 200   | 200   | 200   | 200   |
| Australia                  | 2720 | 2860  | 3560  | 3570  | 3700  | 3700  | 2800  | 2100  | 2200  | 2400  | 2400  | 2000  |
| Brazilia                   | 22   | 32    | 32    | 32    | 32    | 32    | 32    | 32    | 32    | 32    | −     | 220   |
| Canada                     | 380  | 580   | 590   | 630   | 660   | 690   | 1600  | 700   | 710   | 710   | 700   | 700   |
| Chile                      | 2100 | 2660  | 2550  | 2550  | 2600  | 2700  | 4551  | 5326  | 5674  | 6732  | 6757  | 6800  |
| China                      | 2710 | 2710  | 2710  | 2800  | 2800  | 2800  | 2909  | 2440  | 2346  | 2440  | 2440  | 2400  |
| Namibia                    | 23   | 22    | 14    | 36    | 50    | 48    | 40    | 28    | −     | −     | −     | −     |
| Portugalia                 | 200  | 185   | 180   | 180   | 180   | 160   | 180   | 160   | 140   | 140   | 140   | 200   |
| Rusia                      | 1000 | 900   | 800   | 800   | 800   | 800   | 2000  | 2000  | 2000  | 2000  | 2000  | 2000  |
| Statele Unite ale Americii | 900  | 900   | 900   | 900   | 800   | 800   | 1070  | 700   | 700   | 700   | 700   | 700   |
| Zimbabwe                   | 180  | 260   | 360   | 470   | 520   | 500   | 700   | 1000  | 700   | 740   | 700   | 700   |
| Lume                       | 9341 | 11116 | 11702 | 11976 | 12150 | 12238 | 15890 | 15616 | 14702 | 16094 | 16037 | 15920 |

## Utilizare
Litiul și compușii săi au și alte câteva aplicații industriale, incluzând sticlă și ceramică termorezistentă, aliaje de mare rezistență și cu greutate redusă folosite în aeronautică și nu în ultimul rând baterii alcaline cu litiu. Litiul, de asemenea are un rol important în fizica nucleară: fisiunea atomilor de litiu a fost prima reacție nucleară efectuată de către omenire, și deuteriura de litiu este combustibil pentru armele termonucleare.

### Medicină
În 1859, Garrod descrie prima utilizare medicală a litiului în cadrul tratamentelor reumatice și a gușei, menționând litiul în cadrul depresiei Uratul de litiu este cea mai solubilă sare a acidului uric, fiind utilizată pentru stimularea excreției de acid uric pentru atenuarea gușei
În anul 1949, psihiatrul australian John F.J. Cade menționase carbonatul de litiu în cadrul tratamentelor aplicate pacienților maniaco-depresivi, fiind prima demonstrație a unui proces chimic ce putea fi utilizat pentru a estompa simptomele unei boli psihiatrice. Până în acel moment, singurele medicamente care ar fi avut acest efect ar fi fost narcoticele și drogurile halucinogene; nici un alt medicament nu a schimbat fundamentul proceselor patologice în rândul bolilor psihiatrice. Litiul devenise un instrument revoluționar deoarece permitea înțelegerea afecțiuni psihiatrice la nivel molecular și posibilitatea tratării.

## Rolul elementului în biologie
Cantități mici de litiu se găsesc în apa oceanelor și în unele organisme vii, cu toate că s-a constatat că nu îndeplinește nici o necesitate biologică pentru organismul uman. Totuși, efectul neurologic al ionilor de litiu Li+, face ca unele săruri de litiu să fie folosite ca medicamente pentru îmbunătățirea stării de spirit.
Litiul afectează funcțiile tiroidiene, demonstrându-se fluctuații ale Tiroxinei (T4) și hormonului tirotropic (TSH) după 4 luni de tratament Mecanismul de funcționare este obscur, însă litiul inhibă sinteza tiroxinei și eliberarea acesteia din toridă. 
În urma studiului pe șobolani, s-a arătat că litiul creștea concentrația de substanță-P, neurokinina-A, peptide corelate cu calcitonină și neuropeptide-Y, însă doar după administrarea a 4mmol/kg corporal de sulfat de litiu, fiind o doză mai mare de 4 ori decât cea normală pentru om. Litiul stimulează acumularea extracelulară de glutamat, având proprietăți identice cu inhibitorii de transport ai glutamatului (L-trans-pirolidina-2, 4-acid dicarboxilic și acid dihidrokainic. Acest lucru sugerează că această acumulare indusă de litiu este cauzată de inhibarea dozajului în celule.
Eritrocitele sunt celulele care au fost studiate cel mai mult privind transportul membranar al litiului deoarece se obțin cel mai ușor și sunt întâlnite ca și celule individuale; totuși, doza de litiu prezentă în aceste celule nu poate fi întâlnită în aceeași măsură în cadrul altor țesuturi datorită morfologiei și metabolismului lor atipic. În ciuda acestui fapt, numeroase experimente au avut loc, determinându-se astfel 5 moduri de a transporta litiul:
- Schimbul Na-Li - Mecanismul este determinat de fluxul de litiu din celule, nereacționând în prezența g-strofantinei (ouabain), este blocat de floretin, independent de ATP și manifestă caracter de saturație[49]. Stoichiometria este strictă de 1:1, iar afinitatea pentru ambii cationi este mult mai mare la suprafața celulară (litiul manifestând acest caracter de 20-30 de ori mai mult decât cel al sodiului)[50]. S-a demonstrat, de asemenea, ca administrarea cronică a litiului în subiecții umani conduce, în cele din urmă, la reducerea transportului litiu-sodiu în eritrocite[51].
- Schimbul anionic
- Fisura
- Pompa de ATP Na-K
- Co-transportul de Na-K

## Măsuri de protecție chimică
Litiul metalic este extrem de inflamabil, exploziv și toxic. Prezintă reacția de autocombustie în contact cu apa, acizi și chiar și atmosfera umedă. Totodată, are rol de agent reducător care cedează un electron agenților oxidanți activi care necesită completarea stratului de valență - astfel, explicându-se reacția chimică violentă. Litiul va arde în atmosfera de azot, care este relativ stabilă. 
Ca și mediu de depozitare, litiul trebuie păstrat într-un container cu ulei sau într-un mediu lipsit de aer și umezeală; incendiile cauzate de litiu sunt extrem de dificil de stins; datorită reacției cu apa, aceasta nu poate fi utilizată în stingerea incendiilor datorită acțiunii sale de catalizator asupra litiului. Un amestec special de substanțe sau nisip uscat este necesar pentru stingerea acestora. 

### Toxicitate
Litiul este considerat a fi mult mai toxic decât celelalte metale alcaline; cu toate acestea, ingestia unei cantități mici de ioni de litiu este considerată a fi mai puțin dăunătoare atunci când o persoană are o dietă ce include sodiul în doza zilnică recomandată normală. 
Sărurile de litiu administrate oral previn sau diminuează tulburările maniaco-depresive, administrându-se 600-1800 mg de carbonat de litiu zilnic, iar pacienții care urmează tratamente cu litiu au parte de supraveghere riguroasă (in special cei care folosesc antidepresive).
Alte săruri de litiu pot fi utilizate de asemenea, iar la începutul tratamentului, unii pacienți acuză slăbiciune musculară, iritări gastro-intestinale, însă aceste simptome dispar în aproximativ o săptămână. Tratamentul îndelungat conduce la tremur al mâinilor; un alt simptom ar fi apariția ocazională a unei gușe ce se micșorează sau se dispare dacă tratamentul este întrerupt temporar.
Ionul de litiu nu este metabolizat în organism și nu este legat de proteine sau plasmă, însă creează un echilibru dinamic cu celelalte săruri. Este excretat în principal prin intermediul rinichilor. 
Ingerarea unei cantități mari de săruri de litiu conduce la intoxicație cu litiu. Simptomele acesteia includ amețeală, tremur necontrolat, spasme musculare, vorbire nearticulată, inapetență, vomă și diaree. Aceasta afectează sistemul nervos central.
Nu se cunoaște un antidot specific pentru otrăvirea cu litiu, iar principala metodă de tratament este menținerea căilor aeriene libere și prevenirea infecțiilor respiratorii. Totodată, nu au fost înregistrate cazuri de dependență de litiu și nu s-au înregistrat simptome de sevraj